# Шапиро, Феликс Львович
Феликс Львович (Фа́йтель Ле́йзерович) Шапиро (1879—1961) — советский филолог-лексикограф и педагог, врач-стоматолог. Автор первого в СССР иврит-русского словаря (1963), сыгравшего огромную роль в возрождении национального самосознания евреев СССР в 1960—1980-е годы.

## Биография
Файтл (Файтель Лейзерович, Файтель Львович) Шапиро родился на пасхальной неделе 1879 года в еврейском местечке Холуй Игуменского уезда Минской губернии, в семье меламеда Лейзера Шапиро и Сары-Доны Шапиро. Позже семья переехала в Бобруйск. В 1904 году окончил зубоврачебную школу при Харьковском университете, что дало ему право на жительство в столице, поселился в Санкт-Петербурге, где практиковал по адресу Набережная реки Пряжки, 34б. Одновременно работал в учреждении Общества распространения просвещения между евреями в России, жил на Волковской улице, № 26, позже на улице Подрезова, № 18. Учился на юридическом факультете Петербургского университета, одновременно преподавал древнееврейский язык. Будучи членом Комиссии по начальному образованию участвовал в обследовании еврейских школ, оказывал методическую помощь учителям, публиковал статьи в русско-еврейской печати.
В 1913—1920 годах заведовал талмуд-торой в Баку, стал одной из основных фигур еврейского образования на Кавказе, служил инспектором еврейских школ. Сотрудничал в еврейской печати на идише и русском языке. С 1919 года учился на историко-филологическом факультете Бакинского университета. С установлением советской власти талмуд-тора была закрыта и Шапиро продолжил работать в советских еврейских школах, возглавил детский дом с политехническим образованием «Дом коммуны». В Баку жил на Верхне-Приютской в доме № 157.
В середине 1920-х годов переехал в Москву, где официально поменял имя и отчество. Был знаком с Надеждой Константиновной Крупской.

## Публикации
- Ф. Л. Шапиро. Иврит-русский словарь: Около 28 000 слов / Сост. Ф. Л. Шапиро; Под ред. проф. Б. М. Гранде; С приложением краткого грамматического очерка языка иврит, сост. проф. Б. М. Гранде. — М.: ГИС, 1963. — 766 с.